# Kopparsulfat
Kopparsulfat, alternativt koppar(II)sulfat, är ett vitt salt med den kemiska beteckningen CuSO4. Kopparsulfat består av kopparjoner och sulfatjoner. Kopparsulfat kan framställas genom att låta svavelsyra reagera med koppar(II)oxid eller med kopparskrot under samtidig luftgenomblåsning. Saltet har en mycket stark benägenhet att uppta vatten varvid det bildar ett så kallat pentahydrat, CuSO4•5H2O. Som mineral kallas pentahydratet chalkantit men kan då även innehålla Fe, Zn, V, Co, Mg.

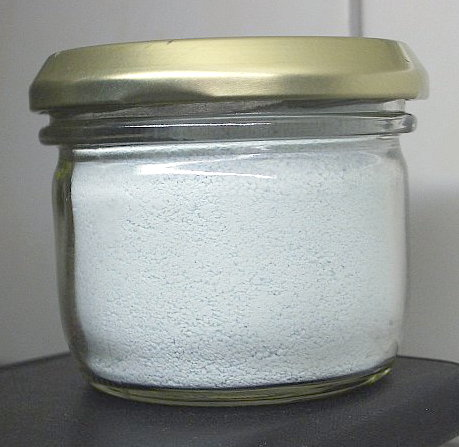
Kopparsulfat i vattenfri form.

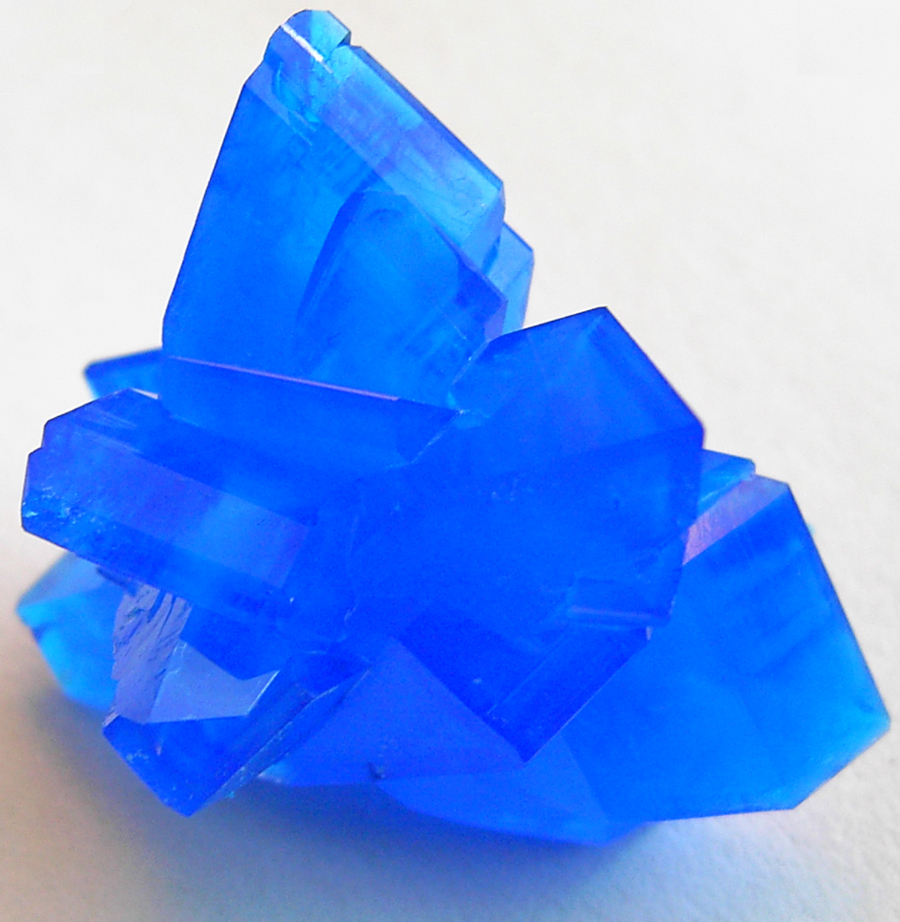
Kristall av kopparsulfat-pentahydrat.

Kopparsulfat förekommer vanligast med kristallvatten som blå kristaller (i pentahydrat-form).
Förr kunde större blå kristaller av ämnet kallas blåsten, blåvitriol eller kopparvitriol.
Om kopparsulfatpentahydrat värms upp avdunstar vattnet och den blå färgen försvinner. Blåfärgen kan dock återfås genom att man tillsätter lite vatten. Vattenfri kopparsulfat har använts som reagens för att påvisa vatten. Vid värmning avges vatten vid 110 °C och CuSO4•H2O bildas, Vid 150 °C avges den sista vattenmolekylen. Vid 650 °C sönderfaller saltet till koppar(II)oxid, SO2 och syrgas. 
Kopparsulfat kan också bilda kemisk förening med tre kristallvatten (trihydrat) och sju kristallvatten (heptahydrat).
Löslighetsvärdena till höger anges per liter vatten, inte per liter lösning. Vid 100 °C är lösligheten 754 g för vattenfritt salt och 2033 för pentahydratet. Dessa värden motsvarar en halt av 42,99 respektive 67,03 %.
Kopparsulfat (inklusive utspädd lösning) är hälsoskadlig och miljöfarlig.

## Användning
Kopparsulfat är en fungicid och används därför som bekämpningsmedel mot svampparasiter. Till exempel ingår det i Bordeauxvätska (som en lösning tillsammans med släckt kalk) vilket används för besprutning av bland annat vinrankor.

Kopparsulfat används för att bekämpa hovröta hos hästar. Kopparsulfat och vatten blandas till en smet som penslas i hoven.
 Kopparsulfat används även som färgämne.

## Historia
I Falu gruva erhöll man en mindre del koppar genom att man lät kopparsulfathaltigt gruvvatten reagera med järn. Kopparjonerna fälldes då ut och man erhöll kopparn i metallisk form (cementkoppar).